# 花泉遺跡
花泉遺跡（はないずみいせき）は、岩手県一関市花泉町金森に所在する後期旧石器時代の遺跡で、「金森遺跡」とも呼ばれる。

## 概要
花泉遺跡は金流川南岸の段丘上に位置し、厚さ2.5メートルほどの粘土・泥炭・砂層からなる化石床からハナイズミモリウシ（ステップバイソン）、オーロックス、ヘラジカ、シノメガケロス属のヤベオオツノジカとオルドスオオツノジカ、キンリュウオオツノジカ（メガロケロス属）、カトウキヨマサジカ、ナウマンゾウ（ワカトクナガゾウ）などの化石（骨）が多量に出土しており、後期更新世を最後に絶滅してしまった大型や中型の哺乳動物とくに「マンモス動物群」の化石が多数発見された。
これらの動物群は、マンモス動物群が一時的な氷の陸橋を渡って北海道に渡来し、津軽海峡（ブラキストン線）を超えて本州へ南下してきたものと考えられており、産出した種類は概ね中国の黒竜江省・ハルビン市での状況との類似性が見られる。本遺跡で出土した陸棲哺乳類の化石の大半がハナイズミモリウシ（ステップバイソン）であるが、ほかにニホンジカ、イノシシ、アナグマ、ノウサギなどの中・小型の哺乳動物も発見されている。また、これらの獣骨に混じって少量ながら野牛の肋骨の先端部に研磨をほどこした骨製尖頭器や、二枚貝や植物などの化石も多量に出土している。
出土した化石の年代は、放射性炭素年代測定法により古いものでは鮮新世、新しいものでは3.5～1.6万年前の後期更新世と測定されており、約2万年前の自然環境を具体的に復元できる遺跡として有名である。

## 遊動生活
この遺跡は、旧石器時代人が狩猟したメガファウナを解体した場、いわゆる「キル・サイト」であったと考えられている。旧石器時代の遺跡は、列島内で1万箇所以上発見されているにかかわらず、当時の生活・居住の痕跡として検出される遺構は、石器製作跡である「ブロック」と呼ばれる石片集中域と、それに付随する炉跡や礫群（調理施設）などであり、竪穴建物等の定住痕跡を示す遺構はほとんど発見されていない。また、哺乳動物は季節によって大きく移動を繰り返すことから、旧石器時代の人類は、設営・撤去が可能なテントのような簡易な住まいを建て、獲物を追ってキャンプ地を転々と移動する「遊動生活」をしていたと想定されている。